# Pagny-sur-Meuse
Pagny-sur-Meuse is een gemeente in het Franse departement Meuse (regio Grand Est). Pagny-sur-Meuse telde op 1 januari 2022 1.026 inwoners.
De gemeente maakt deel uit van het arrondissement Commercy en sinds 22 maart 2015 van het kanton Vaucouleurs. Daarvoor was het deel van het op die dag opgeheven kanton Void-Vacon.

## Geografie
De oppervlakte van Pagny-sur-Meuse bedroeg op 1 januari 2022 18,81 vierkante kilometer; de bevolkingsdichtheid was toen 54,5 inwoners per km².

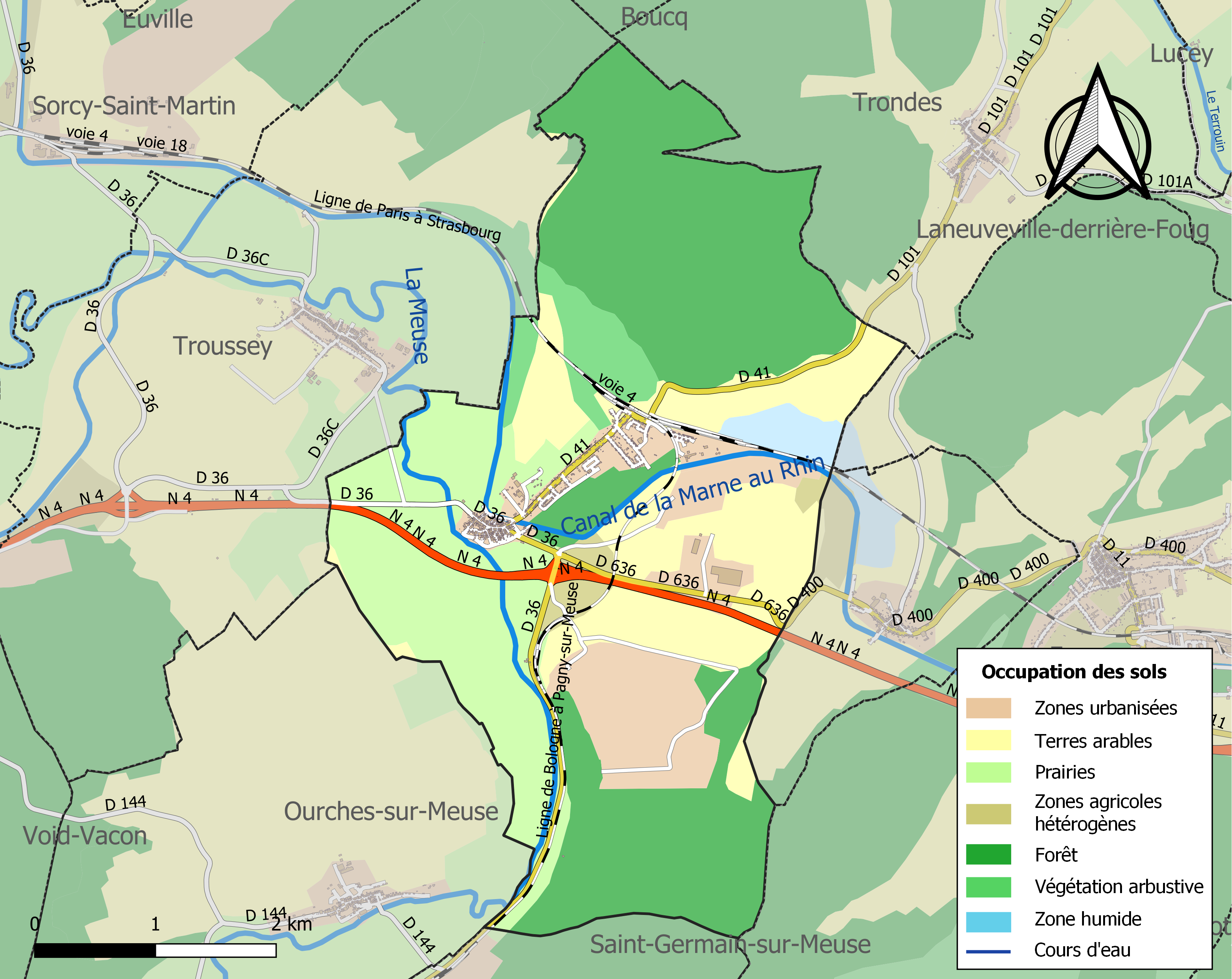
Kaart van de gemeente met de belangrijkste infrastructuur, bodemgebruik en omliggende gemeenten

## Demografie
Onderstaande figuur toont het verloop van het inwonertal (bron: INSEE-tellingen).